# レイノー病
レイノー病（レイノーびょう、英語: Raynaud's disease）あるいはレイノー症候群（英語: Raynaud syndrome、RS）とは、レイノー現象を主徴とする症候群である。原因の明らかでない原発性のものと膠原病に合併する二次性のものとに区別される
寒冷時や冷水につかったときに四肢末梢部、とくに両手指が対称的に痛み、痺れ感とともに蒼白、あるいはチアノーゼなどの虚血症状をきたす場合で、若年女子に多発する。原因は明らかでない。1862年に状態を記述したフランスの医師モーリス・レイノー（fr:Maurice Raynaud (médecin)）に因む。
強皮症、混合性結合組織病、全身性エリテマトーデス、シェーグレン症候群、多発性筋炎、皮膚筋炎の患者でもレイノー現象が認められる。

## レイノー現象とは
レイノー現象とは、手や足の指先の小さな動脈の血流不足が発作的に発生し、「冷感」や「皮膚色の変化」が現れることを指す。基礎疾患が不明な場合を「レイノー病」と呼ばれる。40歳以前の若年女子に多発する傾向にある。症状がこのレイノー現象のみである場合は、緊急処置を必要とすることはない。病院では両手を冷水に一定時間浸し、サーモグラフィで体温の変化を見てレイノー現象と判断する検査がある。
レイノー症候群、皮膚のかゆみ、疲労、高脂血症、動脈硬化症、充血、貧血、皮膚・粘膜・爪・口唇・目の周囲などの暗赤色化、鮫肌、出血傾向、あざができやすい、じく血（鼻血）、嘔吐、血尿、筋肉痛、吐き気、胃重感及び不眠などにみられる血流障害など、血流の低下に係わる種々の症状又は疾患。

## 原因
寒冷の刺激や精神的なストレスで四肢末梢部の小動脈に発作的に起こる痙攣が原因だが、その「痙攣発作」がなぜ生じるかについての理由は不明である。「交感神経や副交感神経中枢の異常によるもの」と推定されている。
血管壁の反応性が亢進し、血管収縮による欠乏をきたすものと考えられている。原発性のものは、振動（チェンソーなど）や低温業務などにより発症することが知られている。しかしその頻度は低い。
二次性のものでは、なぜ、血管壁の反応性が亢進するのかは不明であるが、トロンボキサンA2,セロトニン、エンドセリン-1などの物質が関与していると推定されている。

## 症状
この病気の典型的な症状は、左右対称に現れる。
皮膚症状は、末梢循環障害が現れてから回復までに三段階の変化があり、
1. 手指の色が蒼白になる。
2. 紫色に変色する。
3. 通常10～30分後に赤色になり、正常な状態へと回復する。

時には、腕から手の指先までもしくは脚から足の指先まで皮膚に浮かぶ血管が網目状になる、蒼白色になるだけや、知覚鈍麻や疼痛などの症状を示す場合もある。

## 発症時期
秋から冬にかけて、また、春先の冷え込んだ時に多くみられ、重症の場合、指先の壊死、潰瘍や変形を起こすこともまれにある。

## 治療
薬物治療：プロサイリンの内服、アンプラーグ、エパデール、ユベラNが使用される事もある。重症例ではパルクスの静注を行うが不十分の場合は星状神経節ブロックを行う。最悪の場合切断となるが多くの例で薬物療法でコントロール可能。
血流を改善することにより予防、緩和若しくは改善等するための、テアニンを含有してなる血流改善用組成物を提供する。